# پارا
پارا (به پرتغالی: Pará) یکی از ایالت‌های برزیل است که در شمال این کشور قرار دارد.